# Bastion de Skoone
Le bastion de Skoone (en estonien : Skoone bastion, en suédois : Skåne bastion) est un ancien bastion construit sur la colline de la côte (en estonien : Rannamägi) à Tallinn en Estonie.

## Étymologie
Le bastion Skoone doit son nom au comté de Skåne en Suède.
Le bastion est construit sur la colline de la côte en estonien : Rannamägi aussi appelée colline de la porte côtière (en estonien : Suure Rannavärava).

## Histoire

### Du bastion de Skoone au parc Rannamägi
Il existe des traces de plans pour la construction du bastion Skoone, situé du côté nord de la vieille ville de Tallinn, à côté du Suure Rannavärava, dès 1634. 
La construction commença en 1683. Dans le nouveau plan général des fortifications en terre de Tallinn, élaboré en 1686 par Erik Dahlberg (1625-1703), commandant de toutes les fortifications de l'État suédois, et Paul von Essen, commandant de Tallinn, et approuvé par le roi Charles XI, il était prévu de rendre Tallinn imprenable avec une immense zone bastionnée.
La zone devait comprendre 11 puissants bastions, portant le nom de provinces ou villes de l'État suédois. 
Mais Tallinn était pauvre, manquait d’argent, de matériel et de main d’œuvre, et seuls trois projets purent être achevés. Faute de fonds, seuls trois des onze bastions prévus pour 1710 furent achevés : outre le bastion Skoone, le bastion d'Ingrie (Harjumägi) et le bastion suédois (Lindamägi).
La construction du bastion a provoqué de nombreux conflits, car les gens ordinaires et les paysans qui travaillaient sous les ordres du gouvernement ont construit les remparts sur jardins des habitants. 
Après le début de la guerre du Nord, les bastions de Tallinn durent être achevés plus rapidement, mais les travaux de construction ne s'arrêtèrent qu'en 1703-1704.
Après la guerre de Crimée en 1857, l'Empire russe a supprimé Tallinn de sa liste des forteresses et a désigné ces zones pour la construction de parcs. En 1867, la ville de Tallinn prit le contrôle du bastion de Skoone, après quoi la zone fut transformée en 1881 en un parc vallonné. Le bastion était bien visible depuis la mer. Au tournant des XIXème et XXème siècles, un restaurant fut également exploité pendant une courte période sur les anciens terrassements.
Le bastion a été représenté comme un espace vert avec des sentiers dans le plan d'aménagement paysager de l'ancienne zone de défense en terre de Tallinn élaboré en 1876. La réalisation des plans d'aménagement paysager a été confiée à la Commission des Promenades et le plan du futur espace vert a été préparé par le directeur du Jardin botanique de Saint-Pétersbourg, le Dr. Eduard August von Regel et il fut présenté et approuvé par le conseil municipal de Tallinn en 1880. En 1885, le parc prévu fut achevé, le bastion et la redoute Stuart devant celui-ci furent conçus et construits comme un espace vert.
En collaboration avec la Commission Promenades, il est décidé de louer le bastion Skoone. 
Le locataire était le propriétaire de l'hôtel Wicke, qui a accepté de construire un bâtiment de restaurant, un pavillon de musique et d'entretenir la rue et les arbres. La zone s'appelait Colline de la porte côtière (Rannavärava mägi), qui, le 26 octobre 1939, fut nommée Rannamägi. Cependant, en 1902 et 1903, Rannamägi et Harjumägi furent loués au citoyen G. Türnbaum.
En 1912-1913, la centrale électrique de Tallinn fut construite sur le site de la redoute Stuart dans l'ancien bastion de Skoone.
En 1929, les clubs sportifs de Tallinn ont déposé une demande pour utiliser les douves au pied du bastion de Skoone comme terrain de sport, pour lequel ils ont également reçu une autorisation, et la zone utilisée pour la culture de légumes a été réorganisée selon le plan de 1929 d'Anton Lembit Soans, et le stade de la ville a été construit en 1938-1939 (le terrain de sport actuel est entre Põhja puiestee et Rannavärava mägi).

### Parc d’attractions et théâtre d'été
En juillet 1946, la scène de danse et la salle de son du Club des Marins appartenant à la marine soviétique ainsi que le bâtiment du Théâtre d'été furent inaugurés sur une partie du bastion.
Les employés et les visiteurs étaient principalement issus de la population russophone.
Plus tard, un parc d’attractions y fut également construit. L'établissement était populaire jusqu'en 1972, date à laquelle la place de la chanson de Tallinn a été mise en place à Tallinn.
L'état-major de la défense civile de la RSS d'Estonie était situé dans les abris à l'intérieur du bastion (Rannamäe tee 11).
Le bâtiment du Théâtre d'été de style stalinien, qui servait également de cinéma, était à l'époque le plus grand bâtiment en bois d'Estonie. Le 10 juin 1997, le Théâtre d'été a brûlé, apparemment à cause d'un incendie criminel.
Lorsque l'armée russe a quitté l'Estonie, Lembit Reimal, alors directeur administratif de la ferme collective de pêche nommée Kirov, a signé un contrat de location avec l'armée russe, mais plus tard, Reimal a élargi le nombre d'actionnaires de la coopérative,,.
Le 30 avril 2011, le Théâtre NO99 a créé le Põhuteatr sur le bastion Skoone qui été ouvert de mai 2011 à octobre de la même année. Le 1er octobre 2011, le Théâtre Paille a été démantelé.

### Restauration du bastion
Au cours de l'été 2009, des fouilles ont été effectuées sur le terrain de sport au-dessus des anciennes douves du bastion de Skoone et sur les terrains appartenant aux chemins de fer estoniens, au cours desquelles il a été révélé que les murs de contrecarpe entourant le bastion sont en grande partie bien conservés et sont situés à 30-50 centimètres sous terre. 
En 2019, le service de protection du patrimoine du conseil d’urbanisme de Tallinn a commencé les préparatifs pour la restauration du bastion Skoone. La restauration des murs de l'escarpement du bastion a débuté en 2021 du côté de la rue Suurtüki tänav.

## Galerie

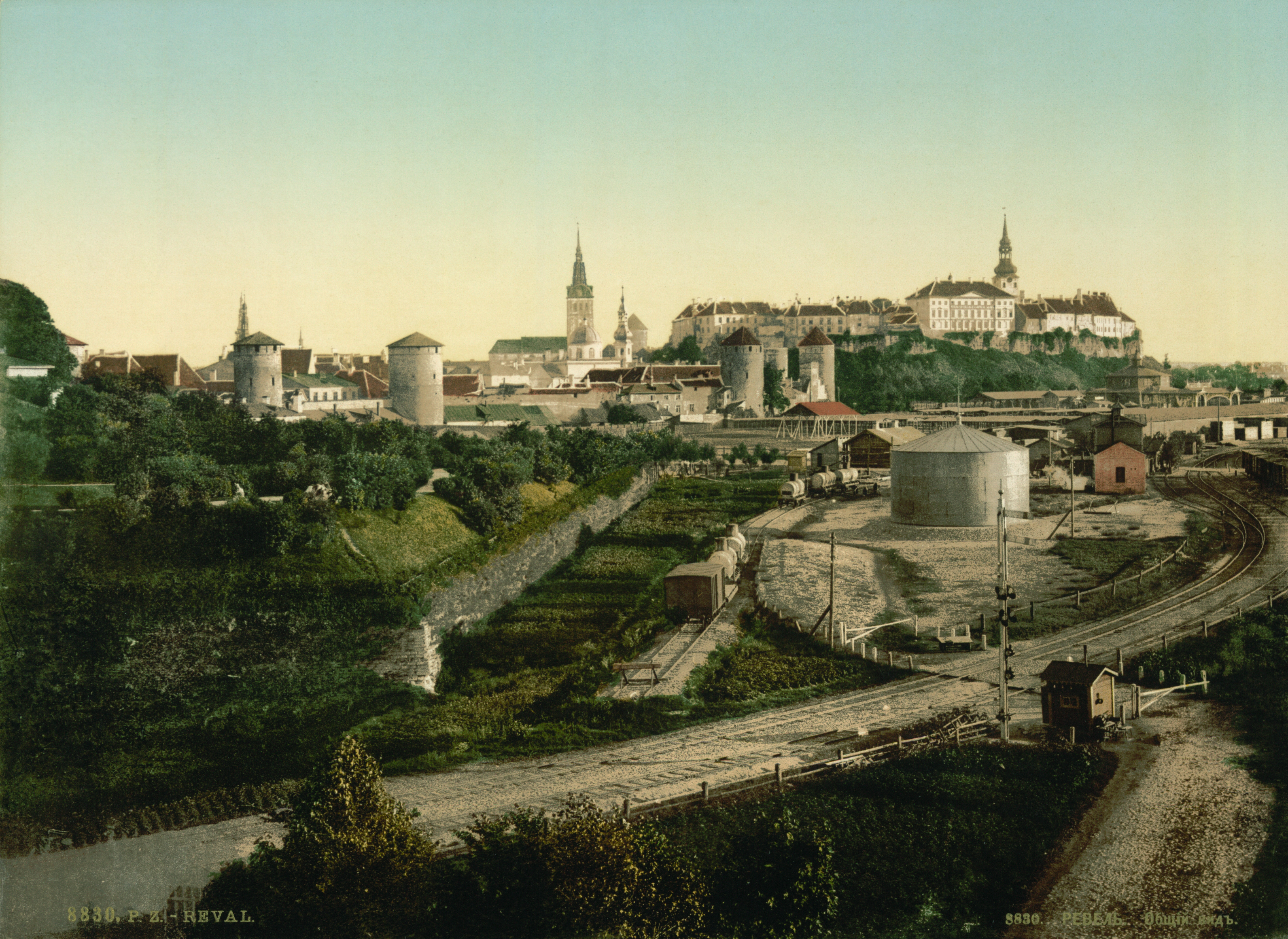
Une vue de Tallinn dans la dernière décennie du XIXe siècle. le bastion Skoone en avant plan à  gauche, Toompea au fond.
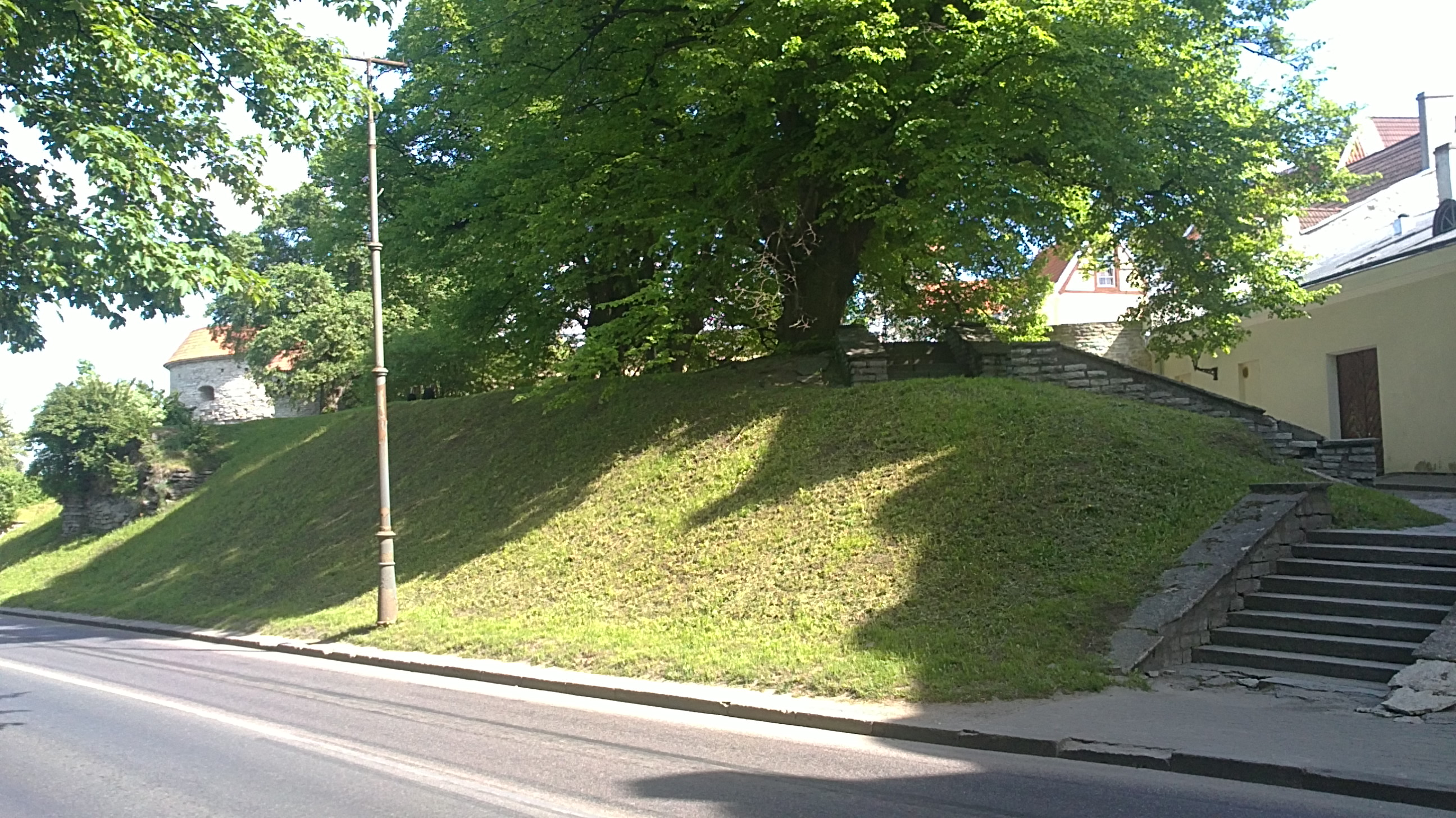
Mur sud du bastion de Skoone.
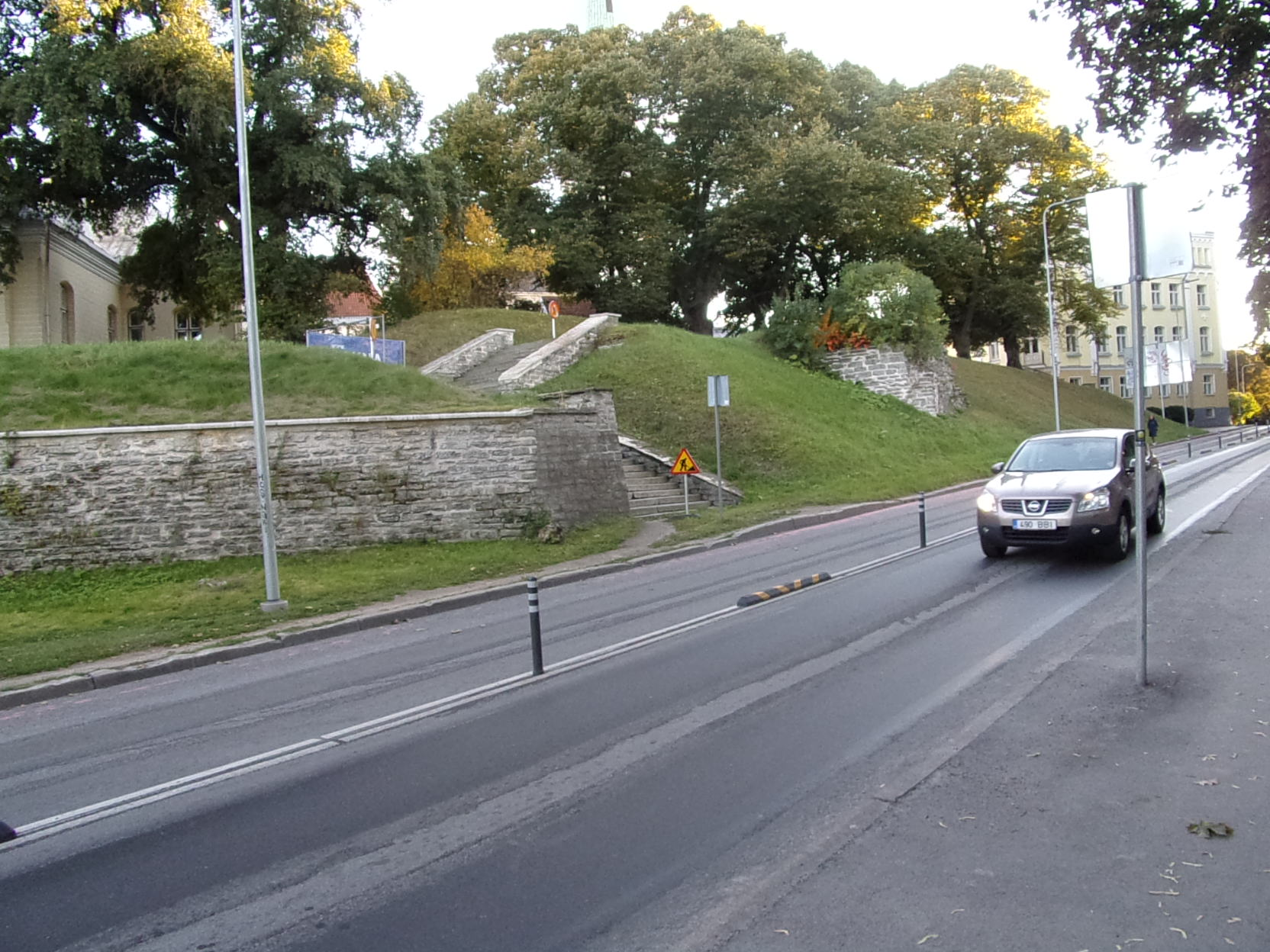
Le mur sud du bastion de Skoone, vu depuis Rannamäe tee.
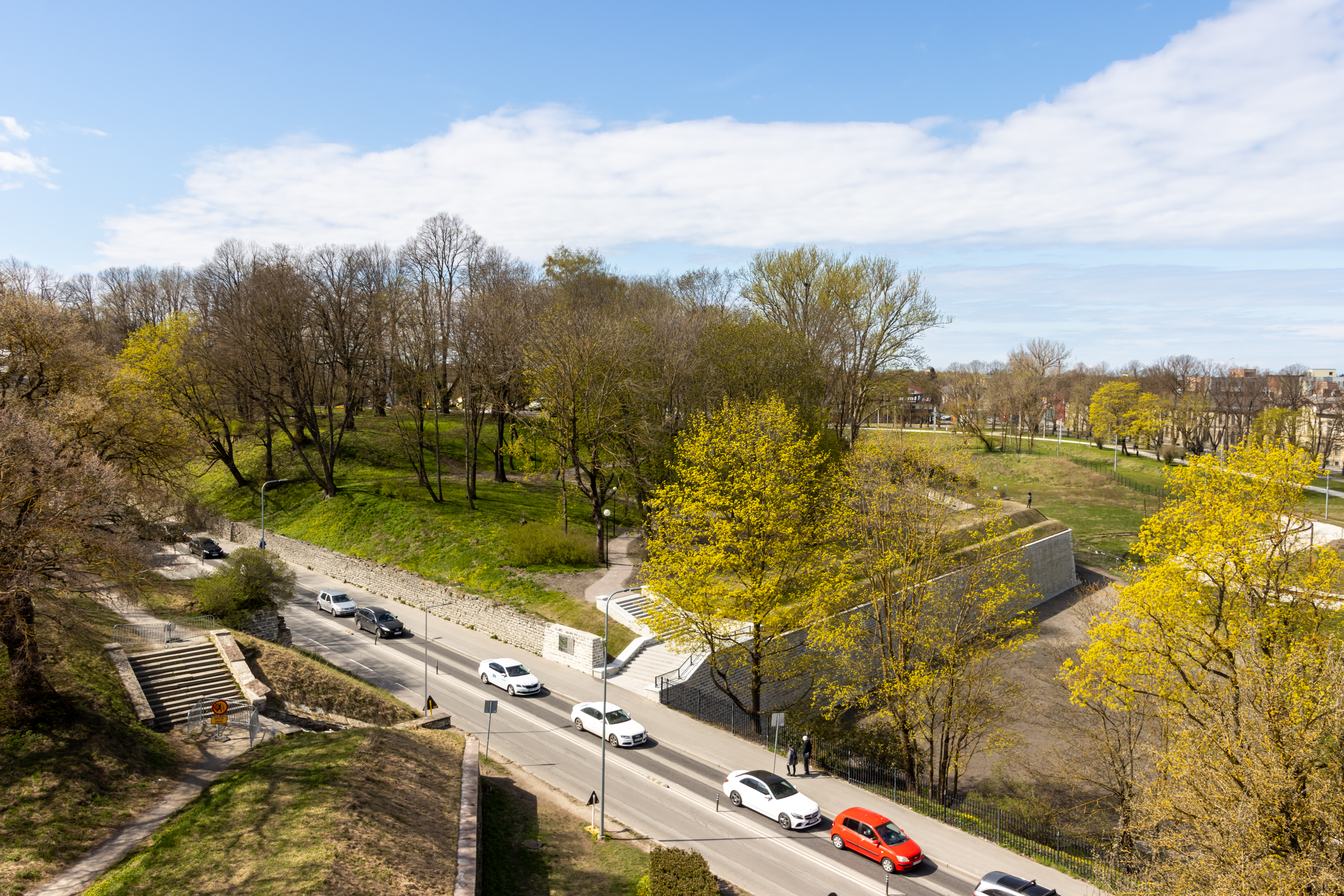
Le bastion.